# Baguazhang
Baguàzhang este una dintre cele trei arte martiale chinezesti principale ale scolii Wudang, celelalte doua fiind Taijiquan si Xingyiquan. In mod general este grupata ca o practica interna  (sau neijia gong). Baguà zhang literar inseamna "palma celor opt trigrame," referinduse la   trigrams of the Yijing (I Ching), unul dintre canoanele Taoismului.

## Istorie
Crearea Baguazhang, ca arta martiala formalizata, este atribuita lui  Dong Haichuan (???),  despre care se pune ca a invatat-o de la maestrii Taoisti (si posibil Budisti) in muntii Chinei rurale in timpul primei parti a secolului 19. Exista dovezi care sugereaza o sinteza a mai multor arte martiale pre-existente invatate si practicate in regiunea in care Dong Haichuan a trait, combinate cu mersul in cerc Taoist. Datorita muncii sale ca servitor in Palatul Imperial el l-a impresionat pe imparat cu miscarile lui gratioase si indemanarea in lupta, si a devenit un instructor si bodyguard la curte. Dong Haichuan a invatat pentru multi ani in Beijing, eventual obtinand patronajul curtii Imperiale.
Discipoli faimosi ai lui Dong care au devenit profesori au fost Yin Fu (??), Cheng Tinghua (???), Ma Gui (??), Song Changrong (???), Liu Fengchun (???), Ma Weiqi (???), Liu Baozhen(???), Liang Zhenpu (???) si Liu Dekuan (???). Desi ei toti erau studenti ai aceluiasi profesor, metodele lor de antrenament si exprimarea tehnicilor palmelor era diferita. Stilurile Cheng si Liu se spune ca sunt specializate in "impingerea" palmelor, stilul Yin este cunoscut pentru "infasurarea" palmelor, urmasii lui Song practicau "Floarea de Prun" (?? Mei Hua) ca tehnica a palmei si stilul Ma practicau palmele cunoscute drept "ciocane". Unii din studentii lui Dong Haichuan, inclusiv Cheng Tinghua, au participat la Rebeliuna BoxerilorBoxer Rebellion. In general, cei mai multi exponenti ai bagua in zilele noastre sunt stilurile Yin (?), Cheng (?), sau Liang (?) , desi Fan (?), Shi (?), Liu (?), Fu (?), si alte stiluri exista de asemenea. (Stilul Liu este un caz special, datorita faptului ca este rar practicat singur, si mai mult ca un complement al altor stilui). In plus, exista sub-stiluri ale metodelor mentionate, precum stilurile Sun (?), Gao (?), and Jiang (?) , care sunt sub-stiluri ale metodei Cheng.

## Stiluri moderne
- Yin Stilul: Yin Fu ??
- Cheng Stilul: Cheng Tinghua ???
- Liang Stilul: Liang Zhenpu ???
- Gao Stilul: Gao Yisheng ???
- Gong Stilul: Gong Baotian ???
- Jiang Stilul: Jiang Rong Qiao ???
- Liu Stilul: Liu Baozhen ???
- Ma Stilul: Ma Weiqi ???
- MaGui Stilul: Ma Gui ??
- Shi Stilul: Shi Jidong ???
- Fan Stilul: Fan Zhiyong ???
- Sun Stilul: Sun Lutang ???
- Fu Stilul: Fu Zhensong ???
- Yin Yang Stilul (Tian Stilul): Tian Hui ??

### Aspecte obisnuite

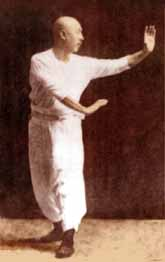
Internalist Zhang Zhaodong, cunoscut de asemenea ca Zhang Zhankui

Practica mersului in cerc, sau "intoarcerea cercului", asa cum este uneori numita, este metoda caracteristica a pozitiilor si antrenamentului miscarilor. Toate formele de Baguazhang utilizeaza mersul ni cerc prevalent ca o parte integrale de antrenament. Practicantii merg in jurul marginii cercului in diverse pozitii joase, cu fata la cerc, si periodic schimba directia in timp ce executa formele. Pentru un incepator cercu are 1,8 m pana la 3,6 m in diametru. Studentii mai intai invata flexibilitatea si aliniamentul corespunzator al corpului prin exercitii de baza, apoi trec la forme mai complexe si mecanici ale puterii interne. Desi aspectele interne ale Baguazhang sunt similare celor din Xingyiquan si Taijiquan, ele au o natura distincta.
Multe stiluri distincte de arme sunt continute in Baguazhang; unele folosesc ascunderea, precum "stiloul scolarului" sau o pereche de cutite (cele mai elaborate, care sunt unice stilului, sunt cutitele corn de caprioara. Baguazhang este de asemenea cunoscuta pentru practica cu arme extrem de mari, precum baguà jian (???), sau sabia bagua, si baguà dao (???), or bagua sabia lata. Alte arme, mai conventionale, sunt de asemenea folosite, precum bastonul (gun), sulita (qiang), carja (guai), sabia carlig (gou) si dreapta, sabia cu doua taisuri (jian). Practicantii Baguazhang sunt de asemenea cunoscuti ca fiind in stare sa foloseasca orice ca arma folosind principiile artei lor.
Baguazhang contine o larga varietate de tehnici ca si arme, inclusiv diverse lovituri (cu palma, pumnul, cotul, degetele, etc.), lovituri, blocari ale articulatiilor, aruncari, si joc de picioare distinctiv evazive. Astfel, Baguazhang nu este considerata o arta martiala pura de lovire si nici una pura de apucare. Practicantii Baguazhang sunt cunoscuti pentru abilitatea lor de a "curge" in si in afara caii obiectelor. Aceasta este sursa teoriei de a fi in stare sa lupti cu mai multi atacatori. Natura evaziva a Baguazhang este de asemenea dovedita prin practica miscarii in spatele atacatorului, astfel incat adversarul nu poate rani practicantul.
Desi multe ramuri de Baguazhang sunt adesea foarte diferite unul de altul (unele, precum stilul Cheng, este specializat in lupte de apropiere si blocari ale articulatiilor, in timp ce altele, precum stilul Yin, este specializat in lovituri, rapide, cu raza lunga), toate au mersul in cerc, metodologii spirala si anumite metode si tehnici (palme de strapungere, palme de zdrobire, etc.) in comun.
Miscarile Baguazhang presupun intregul trup cu actiuni de infasurare si desfasurare curgatoare, utilizand tehinic de mana, joc de picioare dinamic, si aruncari. Miscari rapide ca focul extrag energia din centrul din abdoment. Modelul pasilor circulari de asemenea construieste forta centripeta, permitand practicantului sa manevreze rapid in jurul adversarului.

## In popular culture
- Jet Li's character in The One uses bagua zhang, while the antagonist version of the character uses xingyi quan.
- Airbending in Avatar: The Last Airbender and Avatar: The Legend of Korra is modeled on bagua zhang.[6]
- Bagua zhang features briefly in the manga History's Strongest Disciple Kenichi.
- The Hyuga clan from Naruto use the Gentle Fist style which is based on bagua. For example, the technique called Eight Trigrams: Sixty Four Palm Strike is derived from bagua zhang terminology.
- Ling Xiaoyu from the Tekken video game series uses bagua zhang.
- Ashrah from Mortal Kombat: Deception and Kitana from Mortal Kombat: Deadly Alliance use bagua zhang.
- Joscelin Verreuil from Jacqueline Carey's Kushiel's Legacy series uses a fighting style similar to bagua zhang, which is the fighting style of the Cassiline Brotherhood.
- In Ip Man 2, one of the styles used during the tabletop fight is bagua zhang.
- In the 2010 live-action film Tekken, Jin Kazama says that he is impressed by fellow competitor Christie Monteiro due to her foot placement while practicing bagua zhang.
- In the 2006 movie Jadesoturi (Jade Warrior), in the Pin Yu vs Sintai fight, they used bagua zhang as a sort of courting.
- In the 2000 movie Crouching Tiger and Hidden Dragon, the police inspector Tsai was duelling with Jade Fox using a pair of deer horn knives, a very typical weapon of the Bagua Zhang system.